# صموئيل وليامز (مبشر)
صموئيل وليامز (بالإنجليزية: Samuel Williams)‏ هو كاهن أنجليكاني ومبشر نيوزيلندي، ولد في 17 يناير 1822، وتوفي في 14 مارس 1907.